# جمیله تیمور
جمیله تیمور (انگلیسی: Cemile Timur؛ زادهٔ ۲ اوت ۱۹۸۸) بازیکن فوتبال اهل ترکیه است.